# Conservatori Superior de Música del Liceu
Conservatori Superior de Música del Liceu (in catalano: Kunsəɾβəˈtɔɾi supəɾiˈo ðə ˈmuzikə ðəl liˈsɛw) è un conservatorio con sede a Barcellona, Catalogna, Spagna. Fu fondato nel 1837 con il nome di Liceo Filo-dramático de Montesión.

## Storia

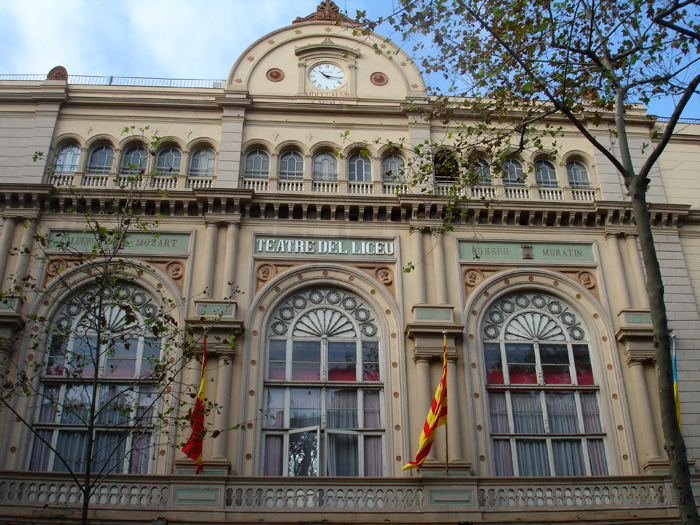
Facciata del Gran Teatre del Liceu.

Nel 1847 l'istituzione inaugurò il teatro dell'opera Gran Teatre del Liceu. Nel 1854 il Liceo Filarmónico e il Gran Teatre del Liceu si separarono amministrativamente. Tuttavia, entrambe le entità sono sempre rimaste strettamente legate.
Tra i suoi studenti ci sono stati, tra gli altri, artisti come: cantanti Francisco Viñas, Maria Barrientos, Josefina Huguet, Conchita Supervía, Mercedes Capsir, Elvira de Hidalgo, Miguel Fleta, Victoria de los Ángeles, Giacomo Aragall, Montserrat Caballé, Manuel Ausensi, José Carreras, Eduard Giménez, Dalmacio González, Juan Pons, Nuria Rial, Josep Bros; la chitarrista Renata Tarragó; il pianista Frank Marshall o i compositori Leonardo Balada, Lluís Benejam, Agusti Grau Joan Guinjoan, Joan Lamote de Grignon, Ricard Lamote de Grignon, Federico Mompou, Carles Santos, Manuel Valls e Joaquim Zamacois. Molti di loro sono diventati anche professori lì al termine dei loro studi, tra questi Renata Tarragó. Tra i professori c'erano i compositori catalani Enric Morera, Graciano Tarragó e il compositore tedesco Engelbert Humperdinck. Qui ha sede l'Orquesta de Guitarras de Barcelona (Orchestra di Chitarre di Barcellona).
Dal 1999 Maria Serrat i Martín ha assunto la Direzione Generale e nel 2002 il compositore e musicologo spagnolo Benet Casablancas ha assunto la direzione accademica del Conservatori Superior de Música del Liceu.